# The Bunny Boy
The Bunny Boy — студийный альбом американской авангардной рок-группы The Residents, выпущенный 1 сентября 2008 года.

## Об альбоме
Согласно официальному блогу группы Архивная копия от 24 января 2010 на Wayback Machine, этот альбом является своеобразным продолжением идей предыдущих записей Duck Stab, The Commercial Album и Demons Dance Alone и состоит из «19 быстрых песен» об «одержимости, душевных болезнях и приближающемся Апокалипсисе». В записи альбома по традиции принимали участие Nolan Cook, Carla Fabrizio и Joshua Raoul Brody.
Тур в поддержку альбома начался в октябре, также на официальном канале на Youtube Архивная копия от 12 января 2017 на Wayback Machine группы каждые понедельник, среду и пятницу стали появляться видеоролики, повествующие о неком The Bunny Boy (англ. Мальчик-Кролик), который снимает эти ролики в своей секретной комнате и загружает их на видеоканал. В этих роликах он просит просмотревших помочь ему найти своего пропавшего на острове Патмос брата Harvey. Рекомендовалось писать свои советы на e-mail wearedoomed666@gmail.com. Вскоре на сайте The Residents появилась новость о том, что Bunny Boy хотел бы, чтобы все видео с его участием были удалены. На этом закончился первый сезон сериала.
Официальный сайт The Residents также сообщает, что второй сезон начнётся 16 февраля 2010 года.

## Список композиций
1. Boxes of Armageddon
2. Rabbit Habit
3. I’m Not Crazy
4. Pictures from a Little Girl
5. What If It’s True?
6. Fever Dreams
7. Butcher Shop
8. I Like Black
9. Secret Room
10. My Nigerian Friend
11. It Was Me
12. Golden Guy
13. The Bunny Boy
14. Blood on the Bunny
15. I Killed Him
16. The Dark Man
17. Secret Message
18. Patmos
19. The Black Behind

## The Bunny Boy Tour
Тур в поддержку альбома проходил с октября по декабрь 2008 года по городам США и Европы. На концертах один из участников группы играл роль Bunny Boy и пел от его лица, остальные аккомпанировали ему на заднем плане. Сюжет шоу практически полностью совпадает с сюжетом альбома.

### Техническая информация
USA Crew
- Дизайн сцены/света: C. McGregor
- Звук: K. Ink
- Управляющий по сцене: R. Long
- Мерчендайз: L. Murray (Ralph America)

Europe Crew
- Свет: N. De Rooij
- Звук: G. Arts
- Ассистент The Residents: D. Ester
- Мерчендайз: M. Postma

### Сет-лист тура
Сет-лист концертов в США
1. Nobody Will Listen
2. Secret Room
3. Rabbit Habit
4. The Bunny Boy
5. My Nigerian Friend
6. The Dark Man
7. Patmos
8. Clown Paintings
9. The Golden Guy
10. The Butcher Shop
11. I Like Black
12. I’m Not Crazy
13. It Was Me
14. Boxes Of Armageddon
15. Secret Message
16. I Killed Him
17. Fever Dreams
18. Pictures From A Little Girl
19. What If It’s True
20. There’s Blood On The Bunny
21. Black Behind
22. My Window

Сет-лист концертов в Европе
1. Nobody Will Listen
2. Secret Room
3. Rabbit Habit
4. The Bunny Boy
5. My Nigerian Friend
6. The Dark Man
7. Patmos
8. Clown Paintings
9. The Golden Guy
10. The Butcher Shop
11. I Like Black
12. I’m Not Crazy
13. Pictures From A Little Girl
14. Boxes Of Armageddon
15. Secret Message
16. I Killed Him
17. Fever Dreams
18. Save the World
19. What If It’s True
20. There’s Blood On The Bunny
21. Black Behind
22. My Window

## Связанные релизы

### Postcards from Patmos (2008)
В сериале о Bunny Boy звучала очень медленная, мрачная эмбиент-музыка. В конце 2008 года The Residents издали сборник этих инструментальных композиций.

#### Список композиций
1. The Winged Serpent Repents To The Father
2. Soulless Flies Visit The Graves Of Ancestors
3. Cold Metal Strikes A Soldier’s Bible
4. Stained Hands Pass The Silverware
5. I Wish The Remote Could Control Me
6. Fabrics Drape The Unseen God
7. There Is Power In The Chord
8. Silk From Spiders
9. Green Feathers And The Blood Of Circumcision
10. Knees Bent, Toes Painted Orange

### Arkansas (2009)
Сборник песен и инструментальных композиций, не попавших в оригинальный альбом The Bunny Boy, а также некоторых переработанных песен с альбома.

#### Список композиций
1. Nobody is Listening
2. The Bunny Boy
3. Sad Saint John
4. The Butcher Shop
5. Memories for Sale
6. Two Clown Paintings
7. The Black Behind
8. My Brother’s Skin
9. Save the World
10. Circe

Примечания: треки 1, 3, 5, 6, 8, 10 не попали в альбом;
2, 4, 7 — переработки песен с оригинального альбома;
9 — инструментальная версия песни, исполняемой в европейской части тура в поддержку альбома.

#### Is Anybody Out There? (2009)
Is Anybody Out There? — The sweet sad saga of the Bunny Boy — полное собрание всех серий первого сезона сериала о Bunny Boy, которые The Residents выкладывали на своём видео-канале на Youtube с сентября 2008 по апрель 2009 годов, в упорядоченном виде, с бонусным видео.
С официального сайта:
If you followed the series you will enjoy having this DVD in your collection. If you missed it then you MUST have it in your collection. The series is edited and streamlined so it is not exactly the same as the internet version.

#### Список композиций
1. I Have Got A Story To Tell 	-7:00
2. Postcards From Patmos 	-9:15
3. The Dark Man 	-10:56
4. More Entertainment Value 	-11:35
5. The Golden Guy 	-8:51
6. It All Begins To Come Back 	-10:15
7. Starting To Get Weird 	-16:40
8. It Must Be True 	-15:57
9. Going To Arkansas 	-5:04

Bonus - Real "Bunny" Video
10.The Original Bunny Boy Video 	-5:09